# بطولة الأمم الخمس 1981
بطولة الأمم الخمسة 1981 (بالإنجليزية: 1981 Five Nations Championship)‏ هو الموسم 87 من  بطولة الأمم الخمسة. كان عدد الأندية المشاركة فيه  5، وفاز فيه منتخب فرنسا الوطني لاتحاد الرغبي.